# Gunsan
Gunsan (coreeană: 군산시) este un oraș din Coreea de Sud.